# Reidar Liaklev
Finn Helgesen (né le 15 juillet 1917, et mort le 1er mars 2006) est un patineur de vitesse norvégien.

## Palmarès

### Jeux olympiques d'hiver
- Jeux olympiques d'hiver de 1948 à Saint-Moritz,  Suisse
  -  Médaille d'or du 5000 mètres